# Hlebine
Hlebine so naselje na Hrvaškem, ki je središče občine Hlebine Koprivniško-križevske županije.
Ime je dalo tudi t. i. Hlebinski šoli hrvaškega naivnega slikarstva, katerega glavni predstavnik je bil Ivan Generalić, doma od tam.

## Demografija
| Pregled števila prebivalcev po letih | Pregled števila prebivalcev po letih | Pregled števila prebivalcev po letih | Pregled števila prebivalcev po letih | Pregled števila prebivalcev po letih | Pregled števila prebivalcev po letih | Pregled števila prebivalcev po letih | Pregled števila prebivalcev po letih | Pregled števila prebivalcev po letih | Pregled števila prebivalcev po letih | Pregled števila prebivalcev po letih | Pregled števila prebivalcev po letih | Pregled števila prebivalcev po letih | Pregled števila prebivalcev po letih | Pregled števila prebivalcev po letih |
| ------------------------------------ | ------------------------------------ | ------------------------------------ | ------------------------------------ | ------------------------------------ | ------------------------------------ | ------------------------------------ | ------------------------------------ | ------------------------------------ | ------------------------------------ | ------------------------------------ | ------------------------------------ | ------------------------------------ | ------------------------------------ | ------------------------------------ |
| 1857                                 | 1869                                 | 1880                                 | 1890                                 | 1900                                 | 1910                                 | 1921                                 | 1931                                 | 1948                                 | 1953                                 | 1961                                 | 1971                                 | 1981                                 | 1991                                 | 2001                                 |
| 1749                                 | 1711                                 | 2004                                 | 2018                                 | 2056                                 | 2050                                 | 2094                                 | 2059                                 | 1940                                 | 1864                                 | 1817                                 | 1728                                 | 1583                                 | 1395                                 | 1291                                 |